# 소옹
소옹(邵雍, 1011년~1077년)은 중국 송나라의 사상가이다. 중국 북송의 5대 현자 중의 한 명으로 시호는 강절이고, 소강절 또는 소요부(邵堯夫)라고도 한다. 성리학의 이상주의 학파 형성에 큰 영향을 주었다.

## 생애

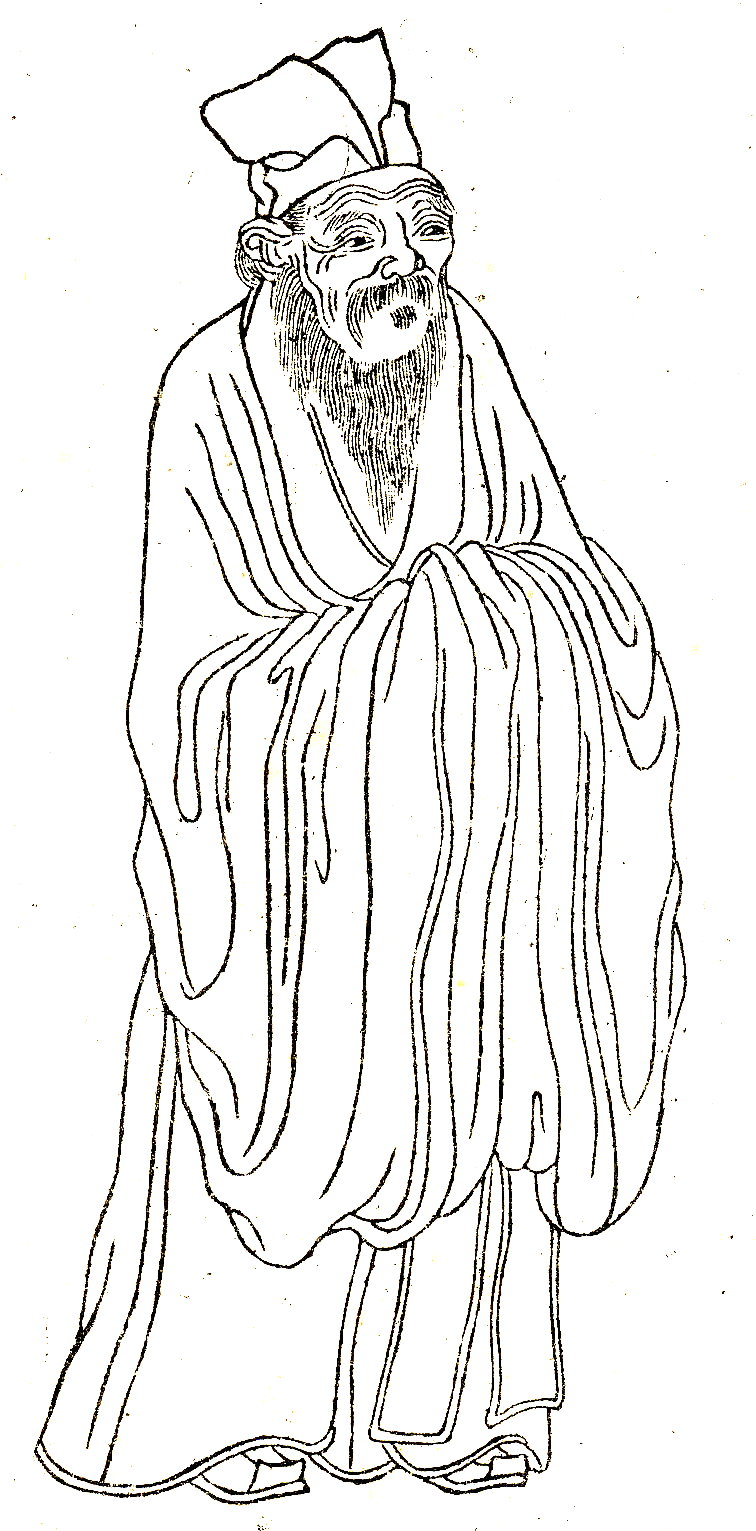
소옹

자는 요부(堯夫), 시(諡)는 강절(康節). 범양(范陽) 출신이다. 소옹의 집은 대대로 은덕(隱德)을 본지로 삼아 벼슬하지 않았다. 그도 몇 번인가는 소명을 받았지만 끝내 관도(官途)에 나아가지 않았다.

## 사상
학계를 보면 진박(陳搏) ― 충방 ― 목수(穆脩) ― 이지재(李之才) ― 소옹으로 되어 있다. 학조(學祖)인 진박이 송초의 도가였기 때문에 그의 학문은 도가사상의 영향을 받고 있다고 한다. 그러나 〈관물편〉(觀物篇)을 위시하여 그 저서를 세밀히 보면 도가적 논리보다도 오히려 《역경》의 논리에 기초를 둔 특색있는 선천심학(先天心學)이라고 하겠다. 그에 의하면 현상계(現象界)의 구조는 결국 음양(陰陽)의 대대(對待)요, 그와 같이 되어 있는 궁극의 자기 원인은 1기(一氣)이며, 천지의 ‘중(中)’이며 1동1정(一動一靜)의 ‘간(間)’이다. 그리고 이와 같은 간이나 중은 바로 사람의 마음의 작용 그것이기 때문에 천지인(天地人) 3자가 이 세계구조의 전체를 나타내는 상응체계(相應體系)이다. 현상에 상즉(相卽)하는 현상 그 자체의 자기 원인이나 나(我) 속에 있다. 나의 마음의 작용 그 자체는 즉 세계 구조의 궁극적인 유일자(者)인 이 세계를 존재하게 하는 작용이라는 것이다.

## 참고
- 우주년(영어판) - '우주 1년 = 지구 129600년'을 발견했다고 알려짐

## 저서
〈관물편〉, 〈어초문답〉(漁樵問答), 《이천격양집》(伊川擊壤集), 〈선천도〉(先天圖), 〈황극경세〉(皇極經世) 등이 있다.
- 한국어 위키문헌에 이 글과 관련된 원문이 있습니다. 한시 〈청야음〉(淸夜吟)

## 같이 보기
- 성리학

## 참고 문헌
- 이 문서에는 다음커뮤니케이션(현 카카오)에서 GFDL 또는 CC-SA 라이선스로 배포한 글로벌 세계대백과사전의 내용을 기초로 작성된 글이 포함되어 있습니다.